# Spoorlijn Horsens - Thyregod
De spoorlijn Horsens - Thyregod was een lokaalspoorlijn tussen Horsens en Thyregod met een zijlijn van Rask Mølle naar Ejstrupholm van het schiereiland Jutland in Denemarken.

## Geschiedenis
Op 23 april 1899 werd de lijn tussen Horsens en Tørring geopend door de Horsens-Tørring Banen (HTB). De metersporige lijn was met name bedoeld voor ontsluiting van het achterland richting Horsens. Al snel bleek dat de keuze voor meterspoor niet praktisch was omdat er geen rechtstreekse verbindingen voorbij Horsens mogelijk waren. In 1920 werd besloten de lijn om te bouwen naar normaalspoor en te verlengen tot Thyregod. Tegelijkertijd werd de zijlijn van Rask Mølle naar Ejstrupholm aangelegd. In 1929 werden de omgebouwde en verrlengde lijnen in gebruik genomen door Horsens Vestbaner (HV), waarna de HBJ werd opgeheven. Door de toename van het wegverkeer na de Tweede Wereldoorlog was de lijn niet meer rendabel te exploiteren. Op 31 december 1957 werd het reizigersverkeer gestaakt en bleef de lijn in gebruik voor goederenverkeer. Daar kwam echter op 31 maart 1962 ook een einde aan, waarna de lijn werd gesloten en opgebroken.

## Huidige toestand
Thans is de volledige lijn opgebroken.